# 문 (중국 성씨)
문(文)씨는 중국의 성씨이다.

## 중국
- 문(文, Wen)씨는 여(呂)씨, 경(敬)씨에서 파생된 문(文)씨가 많다.
- 문씨에는 규(嬀)성 진(陳)씨 계통도 있다.
- 주문왕 희(姬)성 계통의 문씨도 있다.
- 월나라에 문(文)씨들이 많이 있었는데, 어느 계통인지 불확실하다.